# 托尔奈
托尔奈（法語：Tornay，法語發音：[tɔʁnɛ]）是法国上马恩省的一个市镇，属于朗格勒区。

## 地理
托尔奈（47°42'3"N, 5°36'23"E）面积7.3 平方千米，位于法国大東部大區上马恩省，该省份为法国东北部内陆省份，北起马恩省和默兹省，西接奥布省，西南接科多尔省，东南接上索恩省，东临孚日省。
与托尔奈接壤的市镇（或旧市镇、城区）包括：尚普利特、贝尔蒙、热讷夫里耶尔、日莱。

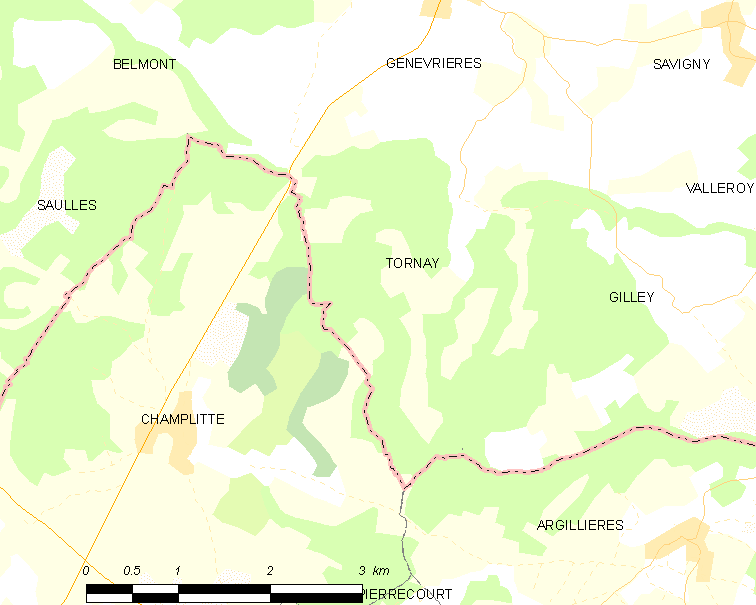
托尔奈的OSM定位图

托尔奈的时区为UTC+01:00、UTC+02:00（夏令时）。

## 行政
托尔奈的邮政编码为52500，INSEE市镇编码为52493。

## 政治
托尔奈所属的省级选区为沙兰德雷县。

## 人口

1962-2008年间托尔奈人口变化图示

托尔奈于2022年1月1日时的人口数量为29人。